# Oligella
Genre
Oligella est un genre de coléoptères de la famille des Ptiliidae.

## Liste d'espèces
Selon BioLib (27 février 2021) :
- Oligella foveolata (Allibert, 1844)
- Oligella insignis (Matthews, 1861)
- Oligella intermedia Besuchet, 1971
- Oligella nana (Strand, 1946)